# 세짐브라

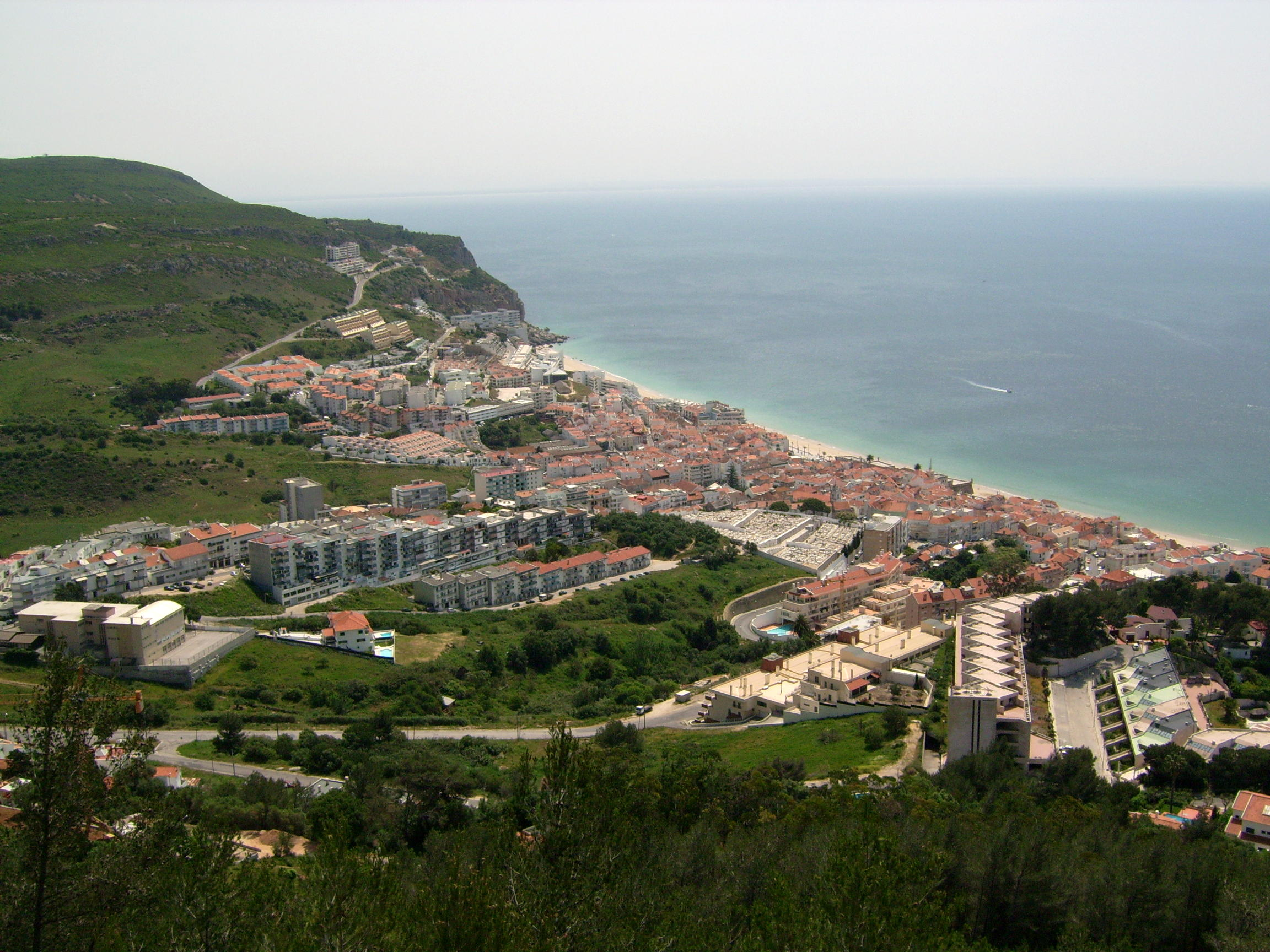
세짐브라

세짐브라의 위치

세짐브라(포르투갈어: Sesimbra)는 포르투갈 세투발 현에 위치한 도시로 면적은 195.47km2, 인구는 49,500명(2011년 기준), 인구 밀도는 250명/km2이다.

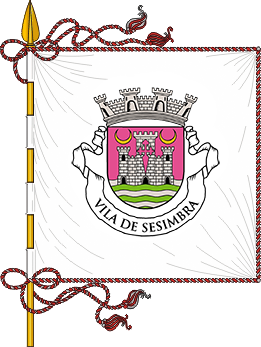
시기
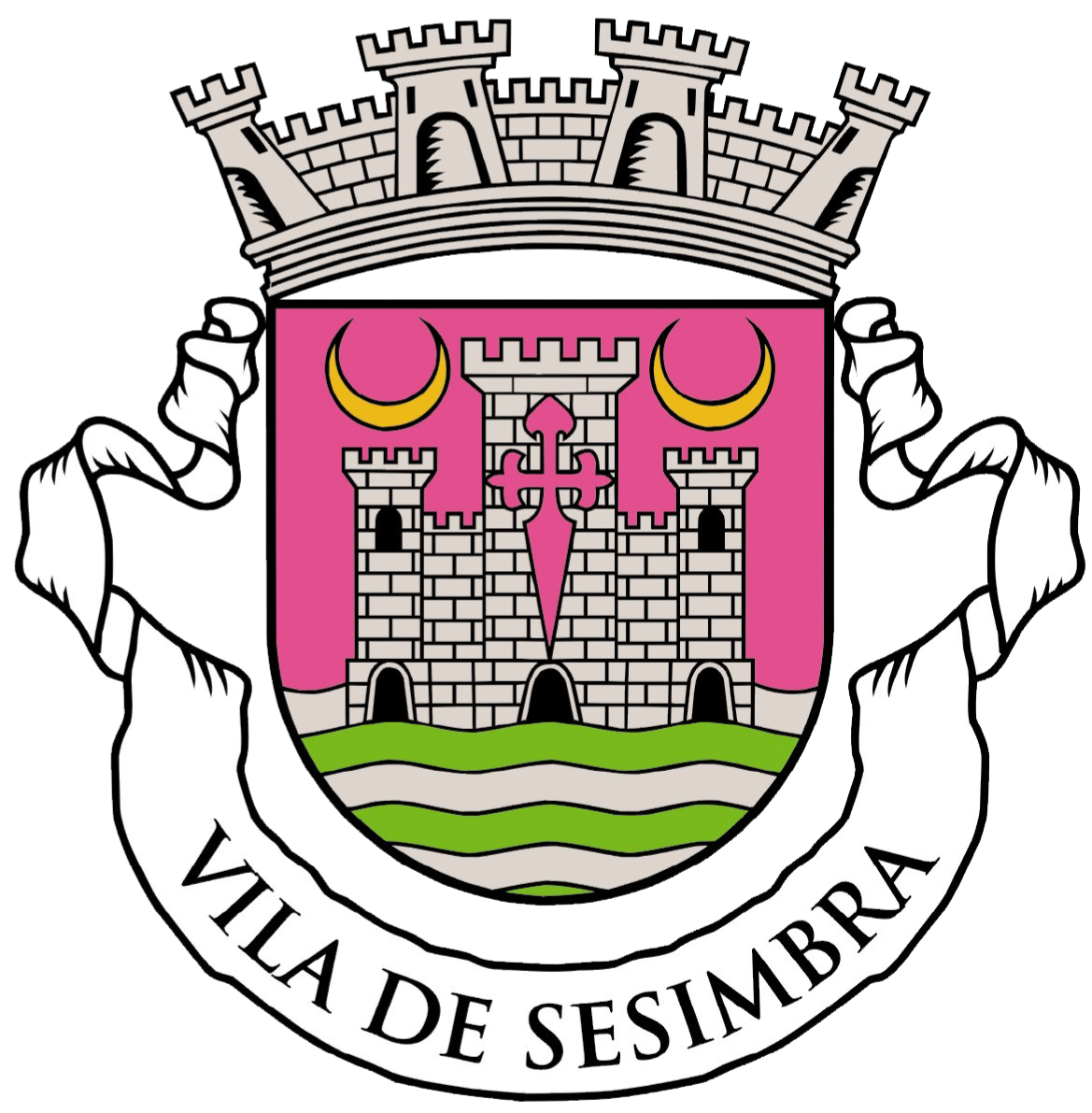
시 문장